# 葵てるよし
葵 てるよし（あおい てるよし、1955年 - ）は、日本の実業家、元アイドル歌手。芸能事務所アオイコーポレーション社長。歌手時代はジャニーズ事務所に所属していた。本名は浅井照善、愛称はテルくん。
愛知県名古屋市西区生まれ、同市北区育ち。名古屋市立味鋺小学校、名古屋大学教育学部付属中学校・高等学校を経て都立高校に転校。

## 略歴
葵テルヨシの芸名で、1973年6月21日、ポリドールから『かんじる10代』でレコードデビュー。芸名の由来は名古屋出身ということで、葵の御紋から引用し名付けられた。バックバンドは同事務所のアニメーションが担当していた。
1977年、歌手を引退。ジャニーズ事務所退所後は葵てるよしに名を改め、地元の名古屋で芸能事務所アオイコーポレーションを設立。風間トオル、美木良介、細川茂樹、玉木宏らを育成した。
2019年、ジャニーズ事務所の社長だったジャニー喜多川のお別れ会に出席。

## 主な出演作品

### テレビドラマ
- 木下恵介アワー『おやじ山脈』（TBS）
- 天下のおやじ（日本テレビ）
- グランド劇場『男なら』（日本テレビ）

### 歌番組
- 歌え!ヤンヤン!! （東京12チャンネル）
- 歌の散歩道（東京12チャンネル）司会
- ベスト30歌謡曲 (NET、現・テレビ朝日)

### ラジオ
- 葵テルヨシのサンデーミッドナイト（ニッポン放送）

### ステージ
- 第49回ウエスタン・カーニバル「フォーリーブスショー」（1973年5月4日、日本劇場）
- 第49回ウエスタン・カーニバル「郷ひろみショー」（1973年5月5日 ＆ 6日、日本劇場）
- 第49回ウエスタン・カーニバル「ヤング・アイドルショー」（1973年5月7日 - 8日、日本劇場）
- 第53回ウエスタン・カーニバル 〜 ばらとみかんとバイオリンと （1975年8月27日、日本劇場）
- 第54回ウエスタン・カーニバル 〜 ジャニーズ・ファミリー・フェスティバル （1975年8月27日、日本劇場）
- 葵テルヨシ フレッシュコンサート（大阪フェスティバルホール）

## ディスコグラフィ
- 全てポリドール・レコードからリリース。

### シングル
| # | 発売日          | A/B面 | タイトル             | 規格品番 |
| - | --------------- | ----- | -------------------- | -------- |
| 1 | 1973年 6月21日  | A面   | かんじる10代         | DM-2509  |
| 1 | 1973年 6月21日  | B面   | ハートはもらった     | DM-2509  |
| 2 | 1973年 10月21日 | A面   | 抱きしめあう愛       | DM-2513  |
| 2 | 1973年 10月21日 | B面   | 家に帰ろう           | DM-2513  |
| 3 | 1974年 4月1日   | A面   | あの子にクック       | DM-2515  |
| 3 | 1974年 4月1日   | B面   | 愛がこわい           | DM-2515  |
| 4 | 1974年 8月21日  | A面   | 通りすぎた愛         | DR-1880  |
| 4 | 1974年 8月21日  | B面   | ふみにじられた青春   | DR-1880  |
| 5 | 1975年 3月21日  | A面   | 卒業式の夜           | DR-1921  |
| 5 | 1975年 3月21日  | B面   | 旅                   | DR-1921  |
| 6 | 1975年 8月21日  | A面   | いつの日も愛は哀しく | DR-1966  |
| 6 | 1975年 8月21日  | B面   | 過去ある僕           | DR-1966  |
| 7 | 1976年 1月21日  | A面   | ぜいたくな青春       | DR-3012  |
| 7 | 1976年 1月21日  | B面   | にぎやかな孤独       | DR-3012  |
| 8 | 1976年 11月21日 | A面   | ほんとに久しぶりだね | DR-6062  |
| 8 | 1976年 11月21日 | B面   | 笑っておくれ         | DR-6062  |

### アルバム

#### オリジナル・アルバム
「テルヨシ・ファースト 抱きしめあう愛」（1973年12月21日／MM-2509）

#### ライブ・アルバム
「葵テルヨシ フレッシュコンサート Teruyoshi Live in Osaka」（1974年／MY-2003）

#### 未発表曲
- 可愛い君
  - 作詞:石原信一/作曲:矢車茂/作品コード:209-9954-2
- たしかな愛
  - 作詞:石原信一/作曲:矢車茂/作品コード:209-9997-6
- 思い出すのはよそう
  - 作詞:有馬三恵子/作曲:馬飼野康二/作品コード:210-2052-3
- 情熱のあと
  - 作詞:有馬三恵子/作曲:馬飼野康二/作品コード:210-2057-4
- バス停留所
  - 作詞:有馬三恵子/作曲:馬飼野康二/作品コード:210-2061-2
- 可愛いアイドル
  - 作詞:さいとう大三/作曲:加瀬邦彦/作品コード:214-7317-0
- 恋のまえぶれ
  - 作詞:さいとう大三/作曲:加瀬邦彦/作品コード:214-7326-9
- 涙につつまれて
  - 作詞:さいとう大三/作曲:馬飼野俊一/作品コード:214-7350-1
- この愛だけを
  - 作詞:さいとう大三/作曲:馬飼野俊一/作品コード:214-7351-0